# Allodia rindeni
Allodia rindeni is een muggensoort uit de familie van de paddenstoelmuggen (Mycetophilidae). De wetenschappelijke naam van de soort is voor het eerst geldig gepubliceerd in 2007 door Kjærandsen.
De wetenschappelijke naam van de soort rindeni is een vernoeming naar Helge Rinden, verzamelaar van het holotype.
Het mannetjesmugje is 3,5 tot 3,8 millimeter lang en heeft een vleugellengte van 2,5 tot 2,66 millimeter. Het vrouwtje is niet bekend.
De soort is waargenomen in het noorden van Zweden en Noorwegen en ook in de bergen van het zuiden van Noorwegen.